# Migränstift

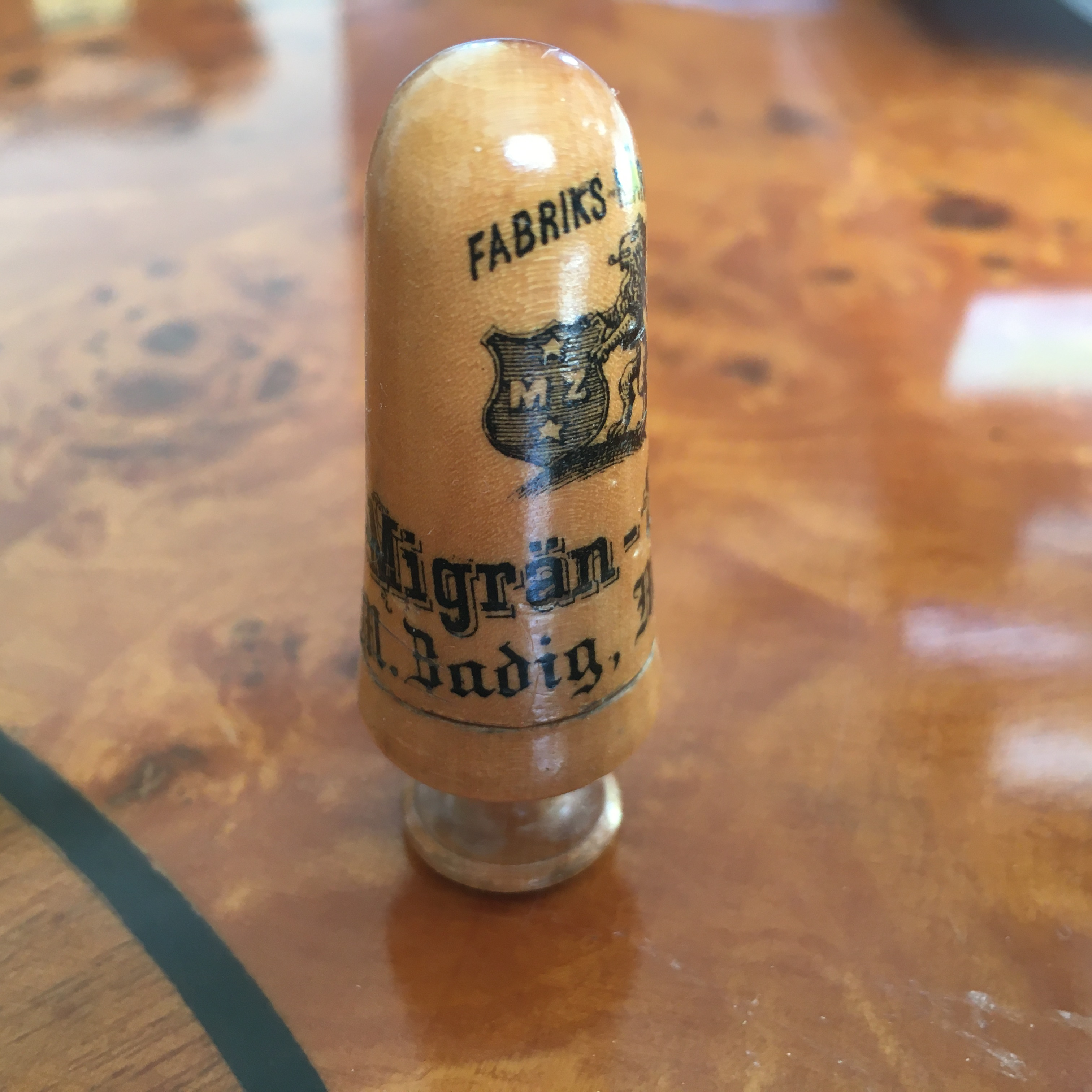
Migränstift, tillverkat av M. Badig i Malmö.

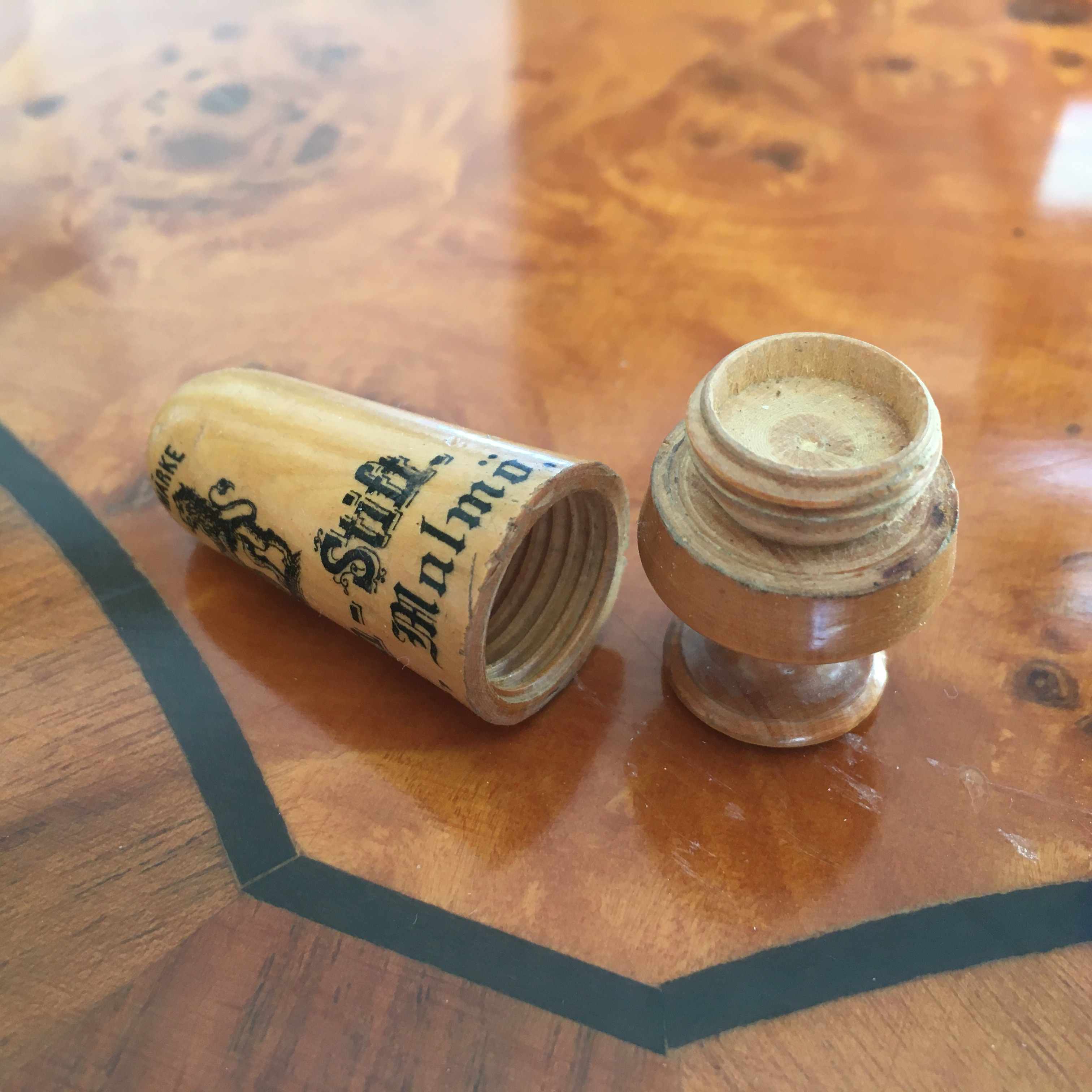
Öppnat migränstift.

Migränstift var ett slags cerat med mycket mentol som förr användes för att lindra huvudvärk. Man drog stiftet över panna och tinningar, och mentolet framkallade en känsla av kyla som kunde få huvudvärken att kännas mindre besvärlig. Det skall dock, sitt namn till trots, ha verkat dåligt mot just migrän.